# Jeremias Siegel

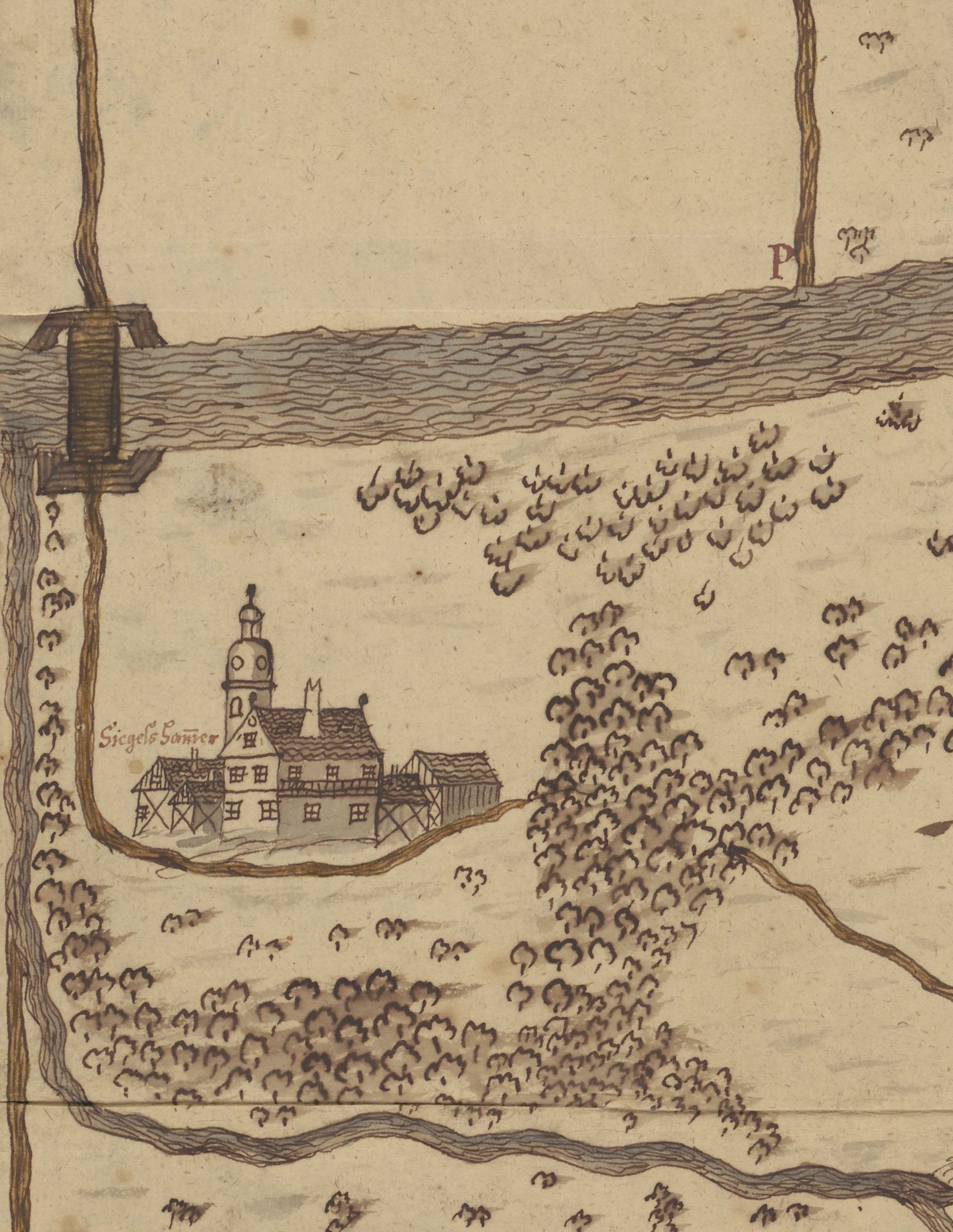
Schönheiderhammer in einer Landkarte des 18. Jahrhunderts, bezeichnet als „Siegels Hammer“

Jeremias Siegel (* 30. Juli 1594 in Schönheide; † 5. Juni 1646 ebenda) war ein frühneuzeitlicher deutscher Unternehmer und Hammerherr in Schönheide und Wolfsgrün.

## Leben
Der Sohn von Abraham Siegel († 13. Dezember 1616), von dem er die Hammerwerke in Schönheiderhammer und Wolfsgrün im Erzgebirge erbte, erhielt am 12. Februar 1629 eine kurfürstliche Konzession zur Anlegung eines Hochofens an der Plattener Straße in Steinbach. Er ließ das Hammerwerk in Schönheiderhammer ausbauen. Hierfür erhielt er 1625 die Genehmigung des Kurfürsten von Sachsen, Johann Georg I. Der Stabhammer wurde vergrößert, ein Blechhammer errichtet, mit der Blechfabrikation begonnen und eine Anlage zur Verzinnung von Blechen (Weißblechproduktion) errichtet. Dazu wandte er sich im Jahr 1627 an den Kurfürsten.
Er heiratete am 19. Oktober 1618 Barbara Siegel (1600–1669), die Tochter des Elterleiner Stadtrichters und Hammerherrn Caspar Siegel und Enkelin des Hammerherrn Michael Siegel in Mittweida. Barbara Siegel führte nach Jeremias Siegels Tod das Hammerwerk in Schönheide fort. Auf ihr Betreiben erläuterte der „Berg-Schöppen-Stuhl zu Freyberg“ im Jahr 1655 die bergrechtliche Frage, ob ein Seifner einem jüngeren fündigen Gang weichen müsse. Dies verneinten die von Barbara Siegel befragten Bergrechtler.
Seine Söhne waren Abraham (1630–1682) und Heinrich (1634–1671). Als seine Erbberechtigten in Bezug auf das Hammerwerk Schönheiderhammer werden seine Frau Barbara und sein Sohn Heinrich angesehen.